# 庫珀縣 (密蘇里州)
庫珀县（英語：Cooper County）是美國密蘇里州中部的一個縣，北界密蘇里河。面積1,477平方公里。根據美國2000年人口普查，共有人口16,670人。縣治布恩維爾（Boonville）。
成立於1818年12月17日。縣名可能紀念州議員本傑明·庫珀或在密蘇里河岸建立工事的薩歇爾·庫珀 （Sarshall或 Sarshell Cooper）。